# Modemagazijnen Gebroeders Gerzon
Modemagazijnen Gebroeders Gerzon N.V., ook bekend als Modehuis Gerzon of Gerzon, was een modehuis dat werd opgericht in 1889 door de broers Eduard Gerzon (1862 – 1935) en Levie Lazarus (Lion) Gerzon (1867 – 1929). Het modehuis had filialen in Nederland en Nederlands-Indië. In 1973 werd het bedrijf vanwege faillissement gesloten.

## Voorgeschiedenis
Eduard en Lion Gerzon waren de zoons van de Groningse slager Juda Mozes Gerzon en Saartje Gerzon-Schaap. Hun ouders kregen 12 kinderen waarvan er 4 op jonge leeftijd overleden. Na het overlijden van Juda op 12 december 1878 bleef Saartje alleen achter met 8 kinderen. Om die reden moesten de kinderen helpen voorzien in het levensonderhoud. Zoons Jozef en Mozes Gerzon richtten zich op de handel in vlees en zette Gerzon’s Vleeschconservenfabriek voort. Eduard en Lion zetten hun stappen in de textielhandel.
Na twee jaar de HBS bezocht te hebben, werd Eduard Gerzon in 1880 handelsreiziger in Nederland en België voor een fabriek in wollen goederen uit Thüringen. Later gingen hij en zijn broer als handelsreiziger werken voor de firma Jonas & Sierstadt, groothandel in textiel en herenschoenen, uit Keulen. Op 30 april 1888 verhuisde Eduard Gerzon van Keulen naar Amsterdam en vestigde zich aan de Nieuwezijds Voorburgwal 248. In september 1889 verhuisde Eduard naar de Nieuwendijk 163. Zijn broer Lion arriveerde in Amsterdam vanuit Keulen op 10 oktober 1889.

## Oprichting
Op 4 september 1889 begonnen de broers Eduard en Lion Gerzon een modewinkel aan de Nieuwendijk 163 onder de naam Modemagazijnen Gebroeders Gerzon. De winkel was gespecialiseerd in gebreide en geweven goederen en had twee verkoopsters in dienst. In het bedrijf had Eduard de rol van zakelijk leider en was Lion gericht op de inkoop. Intussen werkten de broers Gerzon ook nog steeds voor de firma Jonas & Sierstadt uit Keulen. Deze firma was in handen van de familie van de zussen Emma en Sophia Marx, de latere echtgenotes van Eduard en Lion. De twee zussen speelden een grote rol in het succes van Modemagazijnen Gebroeders Gerzon: als de broers op reis waren, leidden zij de winkels.

### Eerste uitbreidingen
In 1892 openden de broers een tweede filiaal aan de Damstraat. In 1895 kochten zij het pand aan Kalverstraat 72 en 74 om daar een derde filiaal te openen. Het winkelassortiment werd met de opening van het filiaal in de Kalverstraat verder uitgebreid met confectiekleding, herenkleding, lingerie en mantelpakjes. De winkel in de Kalverstraat had door het assortiment een chic karakter gekregen en om die reden werden de eerder geopende winkels in de Damstraat en Nieuwendijk gesloten.
Voor het ontstaan van warenhuizen zoals Modemagazijnen Gebroeders Gerzon, De Bijenkorf (1870), Maison Hirsch & Cie (sinds 1882 in Amsterdam) en Maison de Bonneterie (1889) gingen vrouwen van de gegoede burgerij naar manufacturen- en stoffenwinkels om daar stoffen, garen en lint te kopen om er vervolgens door een kleermaker kleding van te laten maken. De elite reisde af naar Parijs om daar in warenhuizen kleding te kopen. Met de komst van de warenhuizen in Amsterdam was dit niet meer noodzakelijk.

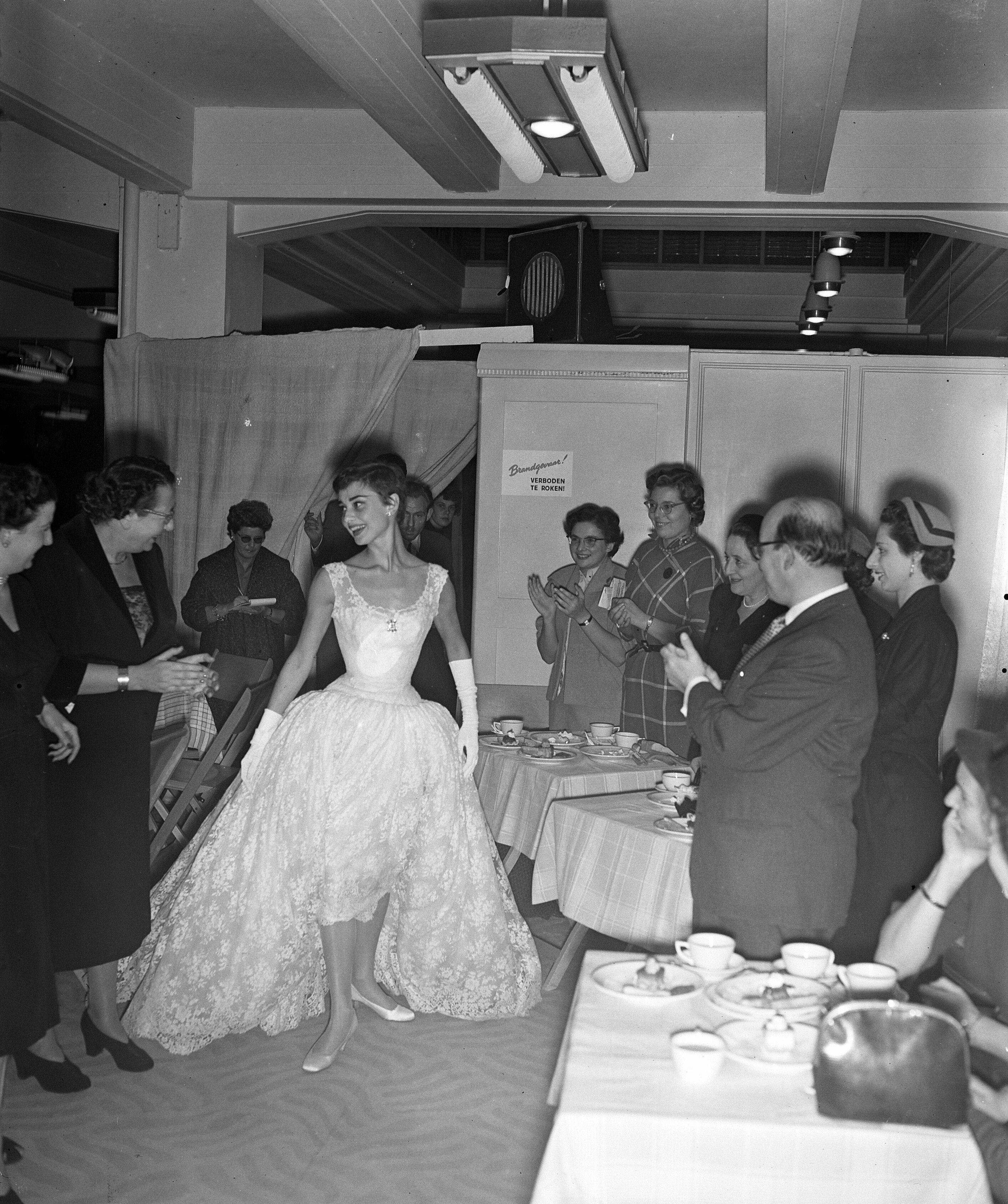
Audrey Hepburn als model bij de modeshow van Modemagazijnen Gebroeders Gerzon

### Bedrijfsstrategie

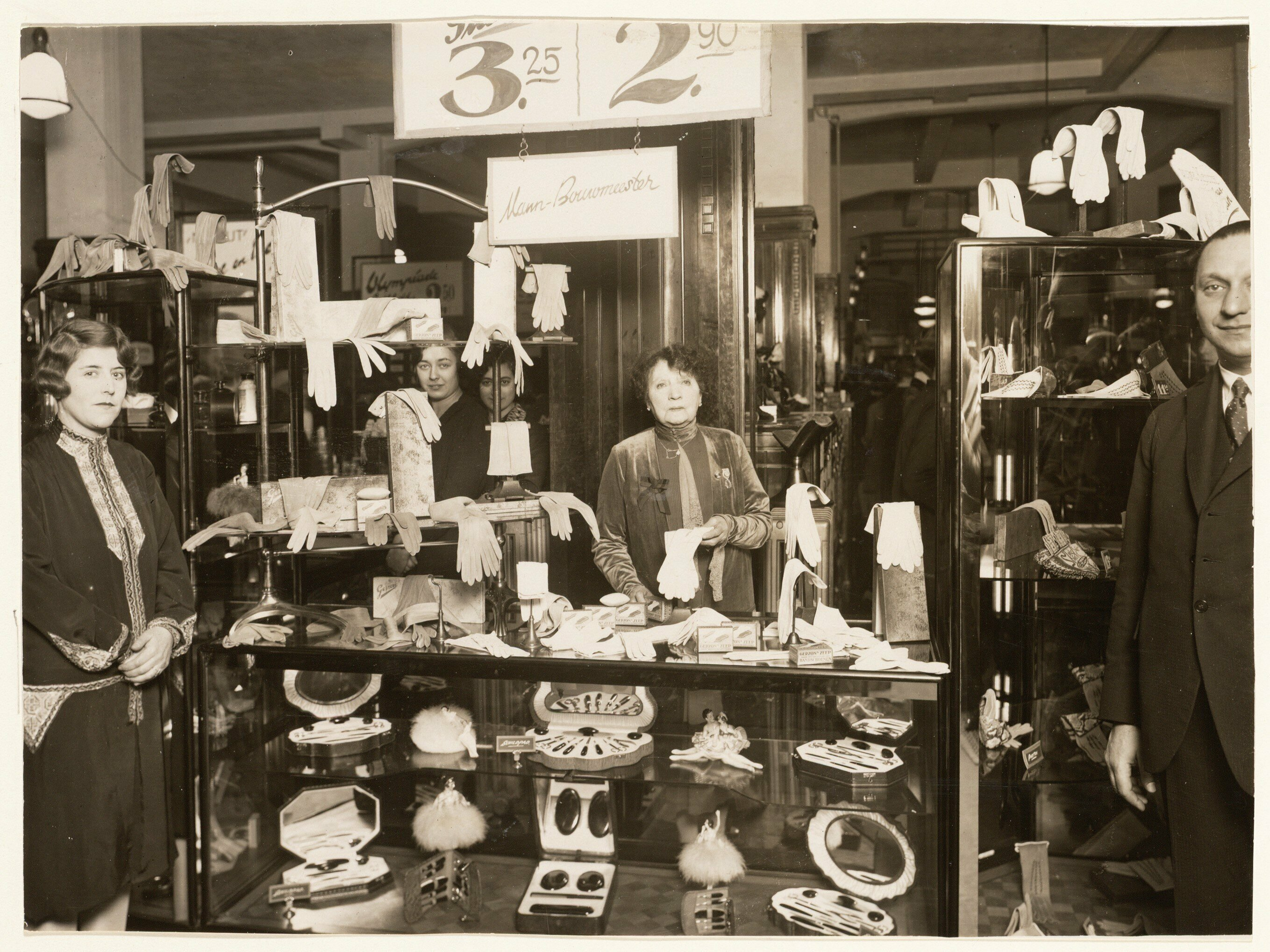
Toneelspeelster Theo Mann-Bouwmeester (1850-1939) als verkoopster bij Modemagazijnen Gebroeders Gerzon.

Eduard Gerzon zei dat hij zijn onderneming heeft kunnen opbouwen doordat hij zowel ervaring had in de fabriek, als handelsreiziger en als winkelier. De broers wisten zich te onderscheiden van andere modezaken door hun artikelen te prijzen. Het was destijds de gewoonte om geen prijzen op de artikelen te schrijven, maar gebruik te maken van lettercodes waarvan alleen de winkelier wist wat deze betekenden. Door open te zijn over de prijzen, wekten de broers Gerzon vertrouwen bij hun klanten.
Het hanteren van vaste prijzen en het direct kunnen leveren van goederen, betekende dat zij snel omzet konden genereren. Eduard Gerzon keek zijn bedrijfsstrategie af bij Engelse en Duitse ondernemingen. Daarnaast waren de gebroeders Gerzon een van de eersten die in 1902 een vervroegd sluitingsuur introduceerden om zo betere arbeidstijden aan hun personeel te kunnen bieden. Volgens Eduard Gerzon, ook werkzaam voor de Kamer van Koophandel, hadden zowel de winkeliers, het personeel en het publiek belang bij de regeling van de arbeidstijden. Volgens Gerzon was het van belang dat winkelpersoneel niet meer dan 11 uur per etmaal werkten en winkels uiterlijk om 10 uur 's avonds moesten sluiten om rusttijden aan het personeel te kunnen garanderen. Een wettelijke regeling van rust- en werktijden was hiervoor noodzakelijk. Zijn voorstel voor vaste sluitingstijden viel niet bij iedereen in goede aarde. Gevreesd werd dat vaste sluitingstijden voor winkels zou zorgen voor illegale straathandel die na de winkelsluiting zou doorgaan. Volgens de Raadscommissie en Winkeliersvereniging zou een vast sluitingsuur de achteruitgang van de middenstand betekenen. Desondanks werd het vaste sluitingsuur bij Modemagazijnen Gebroeders Gerzon ingevoerd en aangehouden.
Modemagazijnen Gebroeders Gerzon wist zich ook te onderscheiden met het aanbod van kleding. Zo introduceerden zijn voor de Eerste Wereldoorlog een bh met treksluiting en na de Tweede Wereldoorlog no-iron producten. Het tonen van avondjurken zonder mouwen in de etalage had in 1915 nogal wat voeten in de aarde. Na bedreigingen moesten deze uit de etalage verwijderd worden.
Daarnaast wist Gerzon zich te onderscheiden door het veelvuldig organiseren van modeshows. In het filiaal in Den Haag liep Audrey Hepburn een show als mannequin. Ook vroegen zij bekende toneelspelers, zoals Theo Mann-Bouwmeester om in hun winkels als verkopers en verkoopsters op te treden. In september 1928 werd in de lunchroom van het filiaal in de Kalverstraat frisdrankmerk Coca-Cola gepromoot door actrices Willy Haak, Magda Janssens en Julia de Gruiter.

## Ontwikkelingen 1900 - 1920
Tussen 1900 en 1920 openden de gebroeders Gerzon winkels in vier nieuwe steden: Utrecht (1903), Den Haag (1904), Arnhem (1908) en Leiden (1909).
In 1904 werd het bedrijf omgezet in een Naamloze Vennootschap. In 1916 werd het bedrijf als eerste winkelbedrijf in Nederland geïntroduceerd op de Amsterdamse effectenbeurs.

### Opstart eigen productie
In 1913 begon Modemagazijnen Gebroeders Gerzon zelf met het produceren van kleding. Zij maakten ongeveer 50% van de producten die zij aanboden zelf. Dit had als gevolg dat zij de prijzen laag konden houden, zelf toezicht hadden op de kwaliteit en afwerking en dat zij zelf hun personeel konden opleiden. De aanleiding hiervoor was het toetreden van de uit Hamburg afkomstige Georg Eugen Hecht in 1912. Hecht was verantwoordelijk voor de bevoorrading van confectie en bont. Hij was van mening dat de Nederlandse mode niet van hoog niveau was. Om modieuze kleding te kunnen aanbieden en de prijs laag te houden, liet Hecht een Poolse kleermaker in Rotterdam 12 mantelpakjes maken. Hecht liet een mannequin deze mantelpakjes in het kantoor van Eduard Gerzon tonen. Eduard Gerzon was aangenaam verrast over de prijs en besloten werd om de kleding zelf te gaan produceren.
Om te voorkomen dat het filiaal in Rotterdam groter zou worden dan het hoofdkantoor in Amsterdam, werd de productie in 1920 naar de hoofdstad verhuisd. Omdat er geen fabriek ter beschikking was werd de productie gedaan in ateliers in de winkels in Amsterdam. Georg Hecht trad kort daarna toe tot de directie. In 1913 had Modemagazijnen Gebroeders Gerzon ongeveer 1000 mensen in dienst.
Ook het assortiment van de winkels werd verder uitgebreid. In 1917 begon Gezon's met de verkoop van baby artikelen en handwerkbenodigdheden.

### Bouw hoofdkantoor Amsterdam

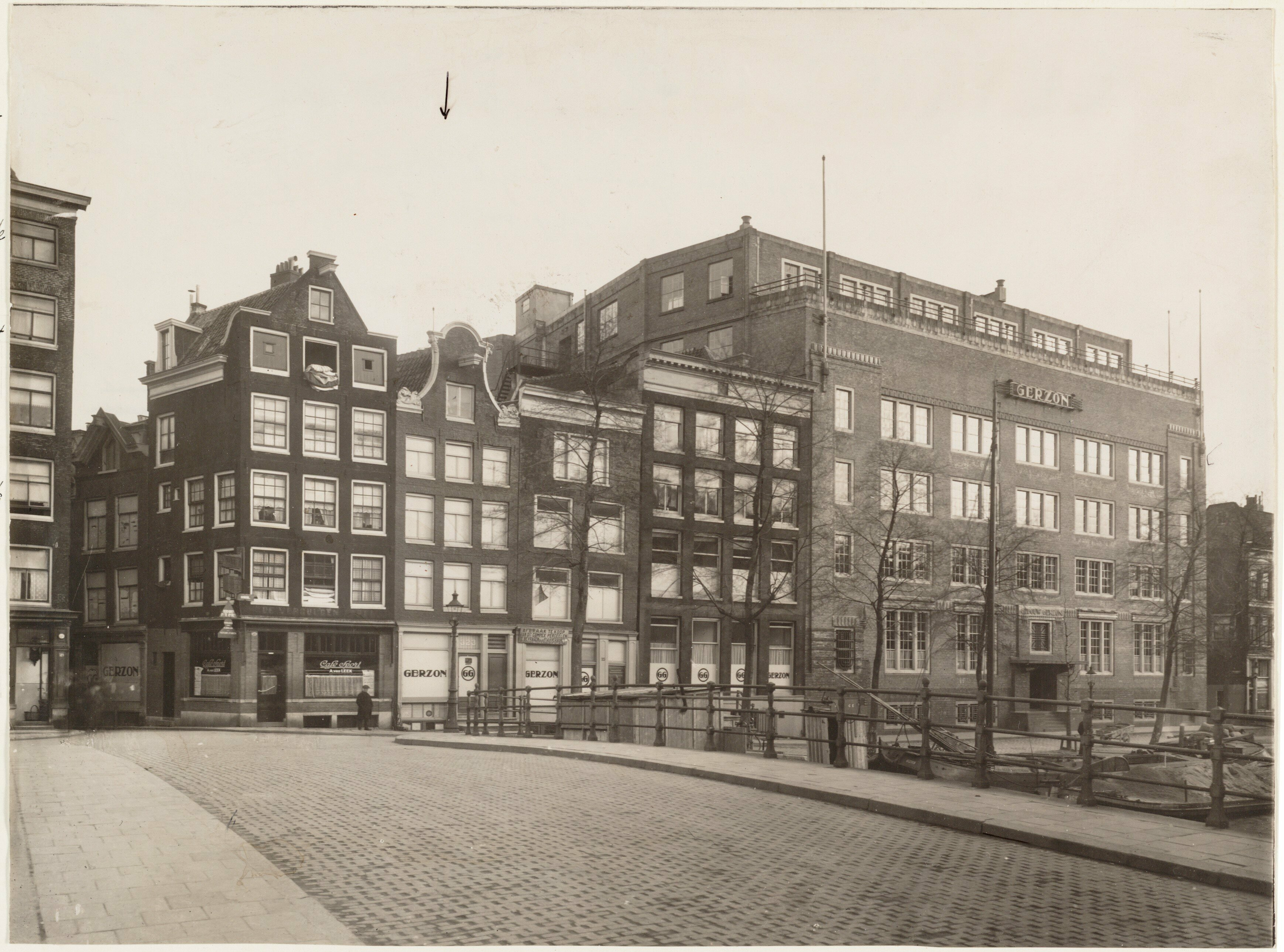
Hoofdkantoor Gerzon (rechts), Singel, Amsterdam

In 1923 werd er aan de Singel-Spuistraat in Amsterdam een groot nieuw hoofdkantoor gebouwd ontworpen door architect Adriaan Moen. Moen ontwierp in 1915 het pand in de Kalverstraat. Het pand bestond uit vijf verdiepingen waarvan de bovenste drie verdiepingen waren gereserveerd voor de productie van kleding. Modemagazijnen Gebroeders Gerzon had ongeveer 1000 naaisters in dienst. Per week werden er ongeveer 1200 dames- en kinderregenjassen geproduceerd. Doordat de kledingproductie nu gecentraliseerd werd, kwam er meer ruimte vrij in de winkels en konden deze het assortiment verder uitbreiden.
Georg Hecht organiseerde in het hoofdkantoor modeshows die de laatste trends lieten zien. In 1927 bezocht prins Hendrik der Nederlanden het hoofdkantoor en vanaf dat jaar werden de Modemagazijnen Gebroeders Gerzon jaarlijks bezocht door de koninklijke familie.

## Ontwikkelingen 1921 - 1940
Tussen 1921 en 1940 opende Modemagazijnen Gebroeders Gerzon nieuwe filialen in 5 steden: Leeuwarden (1924), Dordrecht (1926), Nijmegen (1931), Hilversum (1932) en Tilburg (1939). Ook werden de eerste winkels in Nederlands-Indië geopend.
In 1926 werd er een netto-omzet van 795.051 gulden behaald. Ondanks de beurskrach van 1929 wist het bedrijf het hoofd boven water. De verminderde koopkracht had een effect op de middenstand, en daarmee ook op Modemagazijnen Gebroeders Gerzon. Om de financiële klap op te vangen, verlaagden ze de lonen.
Op 8 maart 1929 overleed oprichter Lion Gerzon in Amsterdam. Zes jaar later overleed zijn oudere broer Eduard op 19 augustus 1935 in Zandvoort. Na het overlijden van Eduard en Lion Gerzon werden Arthur Marx (zwager van Eduard en Lion), Jules Eduard Gerzon (zoon van Eduard) en Georg Hecht aangesteld als directeuren van het bedrijf.
In de jaren '30 vluchtten veel Duits-Joodse confectiefabrikanten naar Nederland. Dit had als gevolg dat er in Nederland een bloeiende confectie-industrie ontstond. Hierdoor kon de eigen productie worden ingekrompen.

### Personeel
In de jaren '20 werd de afdeling onderwijs opgericht waar meisjes werden opgeleid tot goede verkoopsters. Een ideale verkoopster bij Modemagazijnen Gebroeders Gerzon was volgens het instructieboekje in het bezit van een goede gezondheid, goed verstand, een goed karakter en een net uiterlijk. Het was belangrijk dat een verkoopster de namen van klanten kon onthouden, zich goed kon beheersen en producten kon verkopen. De verkoopsters kregen ook instructies met wat te doen als een klant met excuses kwam om een product niet te kopen. Voor bedienend personeel dat zich bezig hield met telefonische verkopen was een aparte opleiding voorzien. Volgens de gebroeders Gerzon was het belangrijk het personeel tevreden te houden. Van de 3000 personeelsleden in 1935 waren 2461 personeelsleden langer dan 3 jaar in dienst bij het bedrijf.
Het personeel bestond zowel uit Joodse als niet-Joodse personeelsleden. De directie en het verkooppersoneel bestond voor het grootste gedeelte uit Joden. Ondanks dat de meeste personeelsleden niet-joods waren, kreeg al het personeel vrij met Jom Kippoer en Rosj Hasjana.

### Uitbreiding naar Nederlands-Indië
Op 23 december 1932 vertrok Eduard Gerzon samen met manager Reiss met de Marnix van St. Aldegonde naar Nederlands-Indië voor een zakenreis. In januari 1933 werd bekend dat het filiaal zich zou vestigen op Noordwijk in Batavia. Op 1 maart 1933 werd het filiaal geopend. Snel daarna volgden filialen in Soerabaja, Bandoeng en Medan. Voor cliënteel in Nederlands-Indië gaf Modemagazijnen Gebroeders Gerzon een catalogus uit zodat mensen producten bij de Indische winkels konden bestellen. Waren de producten in Nederlands-Indië niet op voorraad, dan werd het product kosteloos vanuit Amsterdam per vliegpost naar Nederlands-Indië verzonden.

## Tweede Wereldoorlog

### Verwaltung
Middels verordening 189/1940 van 22 oktober 1940 'betreffende het aangeven van joodsche ondernemingen’ werden Joodse ondernemingen en vastgoed dat in bezit was van deze ondernemingen in kaart gebracht. De ondernemingen werden aangemeld worden bij de Wirtschaftsprüfstelle (Bureau voor Economisch onderzoek), een afdeling van het Generalkommissariat für Finanz und Wirtschaft. Voor het beheer van grote bedrijven werden meestal Duitse Treuhänders of Verwalters (bewindvoerders) aangewezen die waren aangesteld door de Omnia-Treuhandgesellschaft.
Op 12 februari 1941 werd een Treuhänder aangesteld voor het bedrijf om het bedrijf te ariseren. De Duitser Friedrich Walter Schönherr kreeg de leiding over het bedrijf. Op dat moment hadden Arthur Marx en Jules Eduard Gerzon de leiding over het bedrijf. Hun compagnon Georg Hecht was een maand daarvoor overleden. Omdat Marx en Jules Eduard Gerzon beiden Joods waren, werden zij door de Duitse bezetter uit hun functies ontzet en moesten zij hun bureaus ontruimen. Op 30 oktober 1941 ontving Marx een brief van de Treuhänder dat hij per 30 november 1941 niet meer in dienst was van Modemagazijnen Gebroeders Gerzon. Zijn salaris van de maand november werd overgeschreven naar roofbank Lippman, Rosenthal & Co. in Amsterdam.  De Treuhänder had dezelfde bevoegdheden als de eigenaar en kon het bedrijf voorzetten, liquideren of overdragen aan een andere eigenaar. Het geld dat verdiend werd met de onderneming werd overgedragen aan Duitse banken. Na de februaristaking in 1941 werden steeds meer Joodse werknemers ontslagen.

### Oorlogsschade
Tijdens de oorlog werden de filialen geplunderd, door zowel de Duitse bezetter als het overgebleven personeel. In mei 1945 bleek dat het bedrijf, met uitzondering van de filialen in Nederlands-Indië, door de Niederländische Aktiengesellschaft für Abwicklung von Unternehmungen (NAGU) op 26 augustus 1943 voor 7 miljoen gulden was verkocht aan dr. Albert Walter Herman Spiecker uit Berlijn. Spiecker was eigenaar van het bedrijf Spiecker & Co. Op 1 februari 1943 werd Firma Gerzon Modemagazijn opgericht en N.V. Modemagazijnen Gebroeders Gerzon werd op 1 november 1943 geliquideerd door notaris Paul Binder. De onroerende goederen werden op 15 augustus 1944 voor ruim 2.7 miljoen gulden aan N.V. Maatschappij tot Exploitatie van Kantoorgebouwen en Safe-inrichtingen “Mercurius” in Amsterdam verkocht. Het onroerend goed was belast met een hypotheek van 2.5 miljoen gulden die was afgesloten bij de Landelijke Hypotheekbank. Op 13 augustus 1945 werd er door het Militair Commissariaat voor het Rechtsherstel en Beheer een verzoek gedaan om de verkoop en de liquidatie van N.V. Modemagazijnen Gebroeders Gerzon nietig te laten verklaren.
Vanaf september 1944 werden goederen op grote schaal naar Duitsland verscheept. De Duitse Wehrmacht verscheepte onder leiding van NSB’er G.H. Greyer 250 naaimachines en bijbehorende fabrieksuitrusting naar Duitsland. De naaimachines kwamen terecht bij de firma Gebr. Siohl in Storkow-Mark. Ook werden stoffen, kleding, ondergoed en kousen ter waarde van 140.000 gulden gestolen. Van de 25 bestelwagens die in bezit waren van het bedrijf waren er 16 naar Duitsland verscheept.
In mei 1945 waren de filialen in Amsterdam, Leiden, Den Haag, Rotterdam, Dordrecht, Utrecht, Groningen en Tilburg nog in bedrijf. De filialen in Arnhem, Leeuwarden, Hilversum en Nijmegen waren door de bezetter gesloten. De panden in Arnhem, Hilversum en Leeuwarden waren in gebruik genomen door de posterijen, de Vereenigde Lingeriefabrieken en de Duitse Wehrmacht. Het filiaal in de Kalverstraat in Amsterdam was in gebruik genomen door Peek & Cloppenburg. Het filiaal met herenmode in de Kalverstraat werd gebruikt door schilderijhandel Firma Nanninga.
De schade aan de filialen viel gezien de omstandigheden mee. Het gebouw in Rotterdam was ondanks de zware bombardementen licht beschadigd. De filialen in Groningen en Arnhem liepen lichte brandschade op. Enkel het filiaal in Nijmegen brandde volledig af.

### Lot van het personeel en directie
Directeur Marx en zijn vrouw kwamen in Barneveld, Kamp Westerbork en Theresienstadt terecht. Zij wisten de oorlog te overleven en keerden in 1946 terug naar Amsterdam. Directeur Jules Eduard Gerzon kon naar Portugal vluchten, maar overleed aldaar op 14 december 1942. Zijn vrouw en zoon overleefden de oorlog niet. Sophia Gerzon-Marx, de vrouw van Eduard Gerzon, kwam op 16 april 1943 om in Sobibór. In totaal overleefden 325 personeelsleden de oorlog niet. Een deel van de familie Gerzon emigreerde na de Tweede Wereldoorlog naar de Verenigde Staten.

## Na de Tweede Wereldoorlog
Na de oorlog keerde Arthur Marx terug als directeur en kreeg samen met drs. G.F. Vromans net na de oorlog de leiding in handen. Later werden Arthur's zoon Carl Marx en Eduard Lodewijk Wolff (de kleinzoon van Eduard Gerzon) toegevoegd aan het nieuwe naoorlogse bestuur. In 1960 werd Arthur Marx 80 jaar en werkte hij reeds 65 jaar voor Modemagazijnen Gebroeders Gerzon. Arthur Marx bleef tot zijn dood directeur bij Modemagazijnen Gebroeders Gerzon. Marx overleed op 17 augustus 1963 in Knokke, België.
In de jaren na de oorlog waren er diverse wissels in het bestuur. Na het overlijden van Arthur Marx trad Eduard Wolff aan als directeur. Carl Marx, die met Wolff in het naoorlogse bestuur zat, was in 1954 omgekomen bij een auto-ongeluk. In 1963 kwam er een nieuw bestuur en trad Charles Gerzon toe tot het bedrijf.

### Overname en faillissement

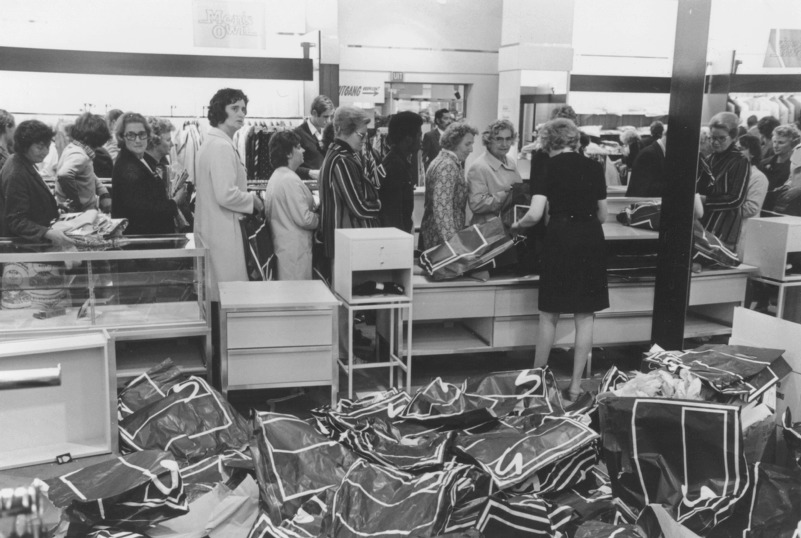
Vrouwen bij de totale leegverkoop van Modemagazijnen Gebroeders Gerzon, 1973

In 1970 werd het bedrijf overgenomen door Cor M. de Ruiter, eigenaar van GBS beheer (Gerzon - Bischoff - Schröder). Op dat moment had Modemagazijnen Gebroeders Gerzon winkels in 11 steden en had het 1500 werknemers. De Ruiter had als plan om het eerder door hem gekochte modemagazijn Schröder samen te voegen met Modemagazijnen Gebroeders Gerzon. In dat jaar werden 5 winkels in Arnhem, Groningen, Haarlem, Eindhoven en Nijmegen gesloten en werden 700 personeelsleden ontslagen.
De Ruiter noemde Modemagazijnen Gebroeders Gerzon, en warenhuis Maison de Bonnetterie, in 1971 “ouw tuttenzaken” waar een nieuwe wind moest waaien. Het imago van Modemagazijnen Gebroeders Gerzon was op dat moment al een aantal jaar niet meer wat het was geweest. In 1968 wilde het bedrijf al af van het etiket ‘saai’ door nieuwe stijlen en kledingstukken te introduceren. Modemagazijnen Gebroeders Gerzon had de gegoede middenklasse als doelgroep, maar vanaf de jaren 50 begon deze groep steeds meer te verdwijnen. De strategiewijziging van 1963 waarin besloten werd om zich ook meer te richten op de moderne consument kwam te laat. De omzet van de filialen in Rotterdam, Den Haag, Eindhoven, Utrecht en Amsterdam bedroeg in 1971 30 miljoen gulden per jaar.
Vanwege de tegenvallende resultaten was het plan om grote filialen van Modemagazijnen Gebroeders Gerzon te sluiten en deze te vervangen voor kleinere winkels genaamd “Gerzonettes”. In maart 1971 werd P.A.F. Perk benoemd tot algemeen directeur. Op dat moment waren er nog filialen in Amsterdam, Rotterdam, Den Haag (2), Eindhoven en Utrecht. Bij de benoeming van het nieuwe bestuur traden Bernie George Hecht (de zoon van Georg Hecht) en Eduard Lodewijk Wolff af als bestuurders.
Het pand aan de Kalverstraat in Amsterdam en aan de Oudegracht in Utrecht werden verkocht aan een investeringsmaatschappij. De overgebleven bezittingen van Modemagazijnen Gebroeders Gerzon werden overgedragen aan de stichting Vermogensbeheer Gerzon. Het personeel werd op deze manier eigenaar van de aandelen van het bedrijf en de helft van de winst.
Op 21 augustus 1973 viel het doek voor Modemagazijnen Gebroeders Gerzon. Voor de overgebleven 350 personeelsleden van de laatste 6 filialen was geen geld om de afvloeiingsregeling te bekostigen. Het bedrijf had op dat moment een schuld van 9 miljoen gulden. De Algemene Bank Nederland weigerde nog verder krediet te verlenen. Ook de Nederlandse regering weigerde Modemagazijnen Gebroeders Gerzon financieel te helpen. De schuld werd door H.L. Fransen van Decom (werknemersbond detailhandel) gelegd bij de steeds hoger wordende Btw-tarieven, de veranderende mode en mismanagement van Cor de Ruiter. Volgens Fransen had De Ruiter het overgebleven geld weten weg te sluizen. De winkels werden gesloten en de inventaris werd opgemaakt. Daarna volgde een executieverkoop.

## Filialen

### Amsterdam (1889)

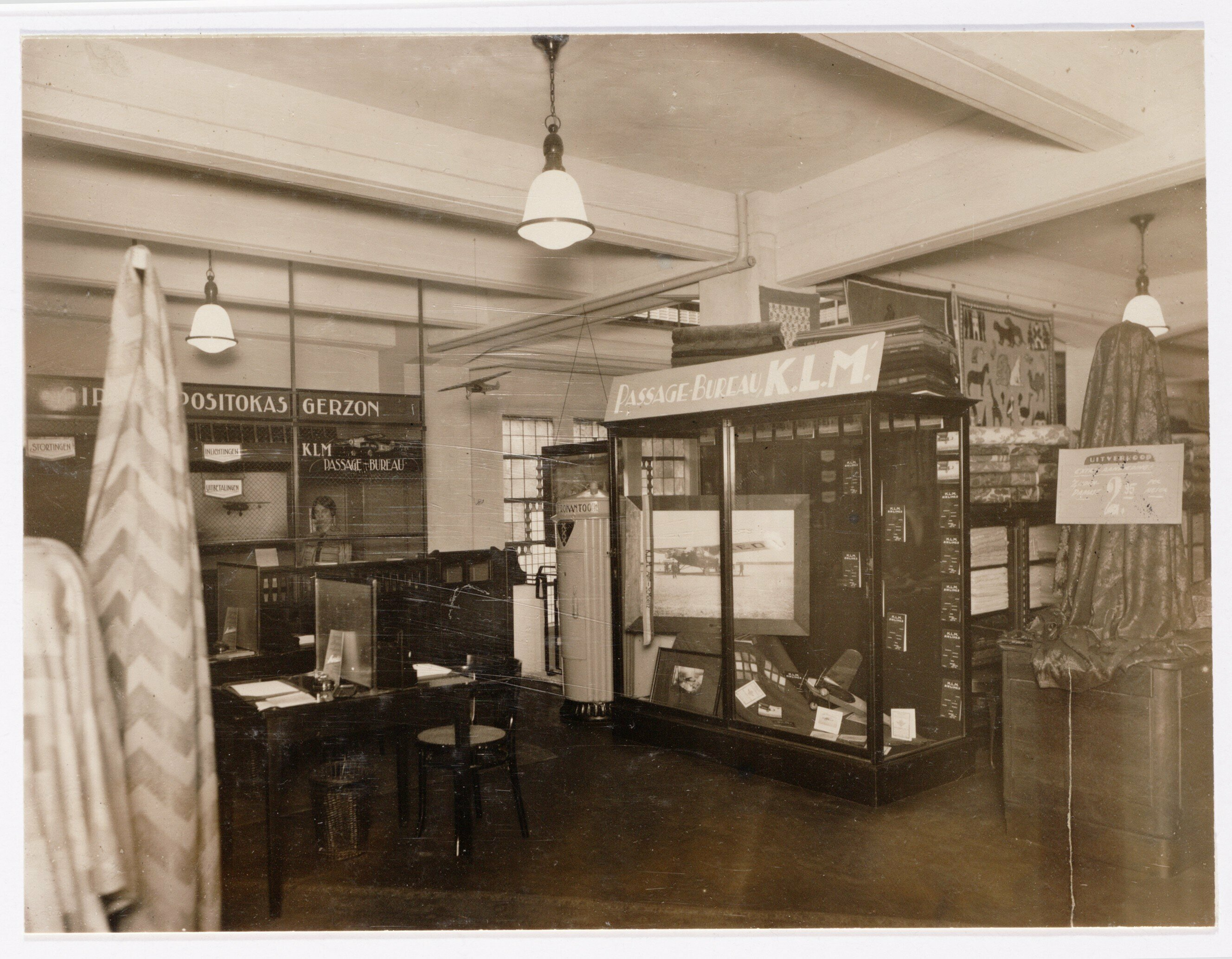
Modemagazijnen Gebroeders Gerzon, Kalverstraat interieur

Het eerste filiaal van Modemagazijnen Gebroeders Gerzon bevond zich aan de Nieuwendijk 163 en verkocht gebreide en geweven goederen. In 1892 breidde de broers uit en openden zij een tweede filiaal in de Damstraat. Enkele jaren later, in 1895 kochten zij het pand aan de Kalverstraat 72 en 74 om daar een derde filiaal te openen. De winkel werd in 1898 verbouwd door architect Henri Moen. In 1915 werd het pand voor een tweede keer verbouwd. Dit keer naar het ontwerp van Henri Moen´s zoon Adriaan Moen. Het pand werd vergroot tot aan de Nieuwezijds Voorburgwal. Adriaan Moen werd in 1923 ook verantwoordelijk voor het ontwerp van het Amsterdamse hoofdkantoor.
Met de opening van een derde filiaal werd ook het winkelassortiment uitgebreid. Het werd uitgebreid met confectiekleding, herenkleding, lingerie en mantelpakjes. De winkel in de Kalverstraat had door het assortiment een chic karakter gekregen en om die reden werden de eerder geopende winkels in de Damstraat en Nieuwendijk gesloten. Vanaf 1927 was er in het Amsterdamse filiaal ook een passagebureau van de KLM en een post- en girokantoor gevestigd. Op de derde verdieping van het pand werd een lunchroom geopend.
Tijdens de Tweede Wereldoorlog was het pand in de Kalverstraat op de hoek met de Kapelsteeg in gebruik genomen door de Peek & Cloppenburg. Kort na de bevrijding verlieten zij het pand.
Na de sluiting van het hoofdkantoor aan de Singel-Spuistraat in 1971 werd het hoofdkantoor verplaatst naar het pand aan de Kalverstraat. Directeur P.A.F. Perk verkocht het pand aan de Kalverstraat in 1971. Op 31 juli 1973 sloot het filiaal de deuren.

### Groningen (1896)

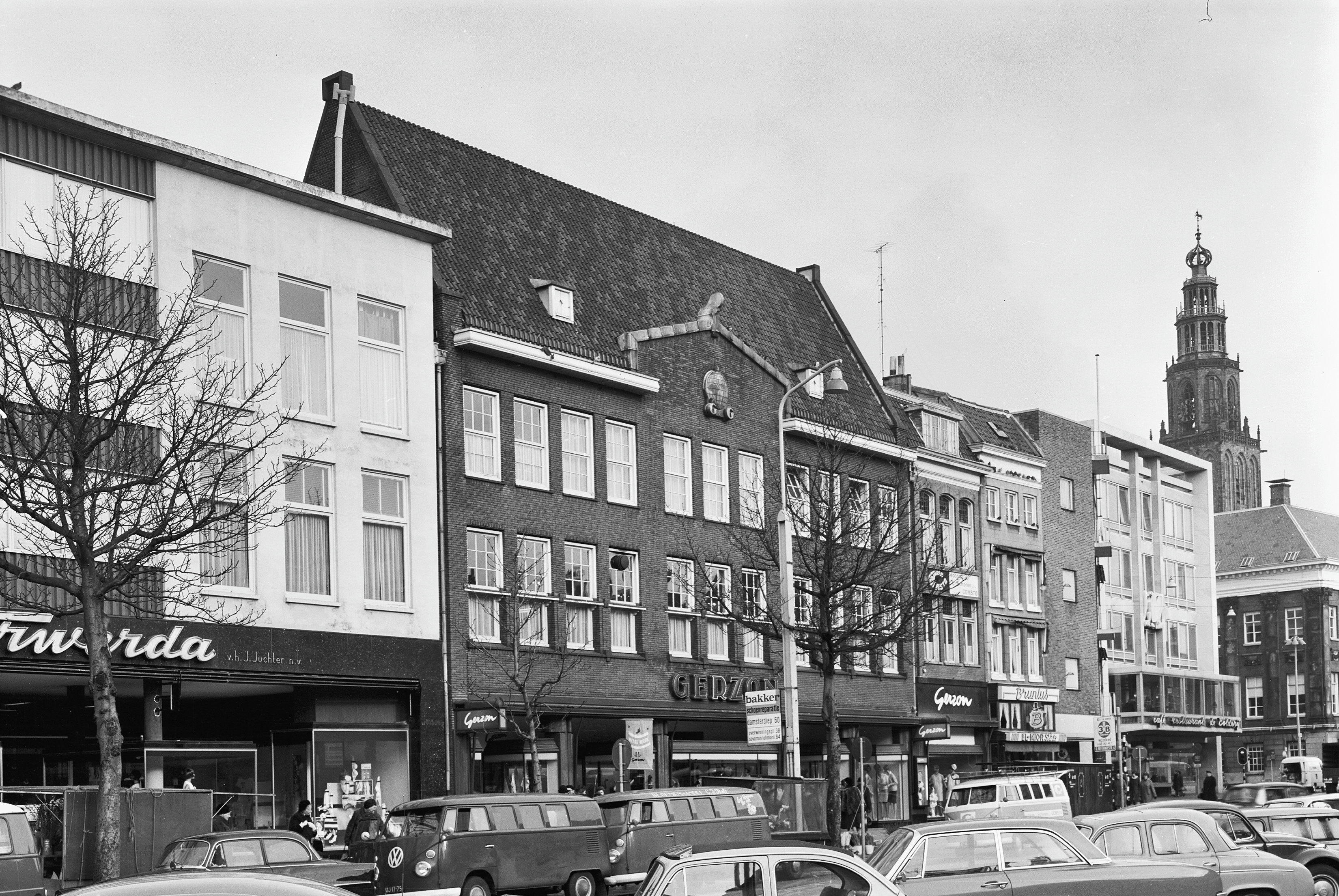
Modemagazijn Gerzon, Groningen

Een jaar na de opening van het filiaal aan de Kalverstraat werd de keten uitgebreid naar andere delen van het land. Het eerste filiaal buiten Amsterdam werd in 1896 geopend in Groningen, de geboortestad van de gebroeders Gerzon. Bij de opening van het pand aan de Vismarkt 11 was hun moeder Sara Gerzon-Schaap aanwezig. Het gebouw werd in de loop der jaren diverse malen verbouwd en vergroot. In 1912 werd het gebouw grondig verbouwd en werden de panden van nummer 9 en 11 samengevoegd. In 1936 volgde opnieuw een grote verbouwing en werd er een compleet nieuw pand geplaatst. Op de gevel is het bedrijfslogo te zien: een wereldbol met links- en rechtsonder een hoofdletter G (“Gebroeders Gerzon”).
Ondanks de feestelijke opening door burgemeester Mr. Cort van der Linden in 1936 liet de lokale middenstand en het publiek hun onvrede kennen. Dat de burgemeester het pand kwam openen werd door velen gezien als een misslag. Tijdens de Tweede Wereldoorlog heeft het gebouw brandschade opgelopen toen het gebouw op de frontlinie lag. Het gebouw werd na de oorlog hersteld.
In 1964 opende er op de Vismarkt 1 een herenmodewinkel van Modemagazijnen Gebroeders Gerzon. De filialen van Modemagazijnen Gebroeders Gerzon in Groningen sloten op 1 juni 1971.

### Rotterdam (1896)

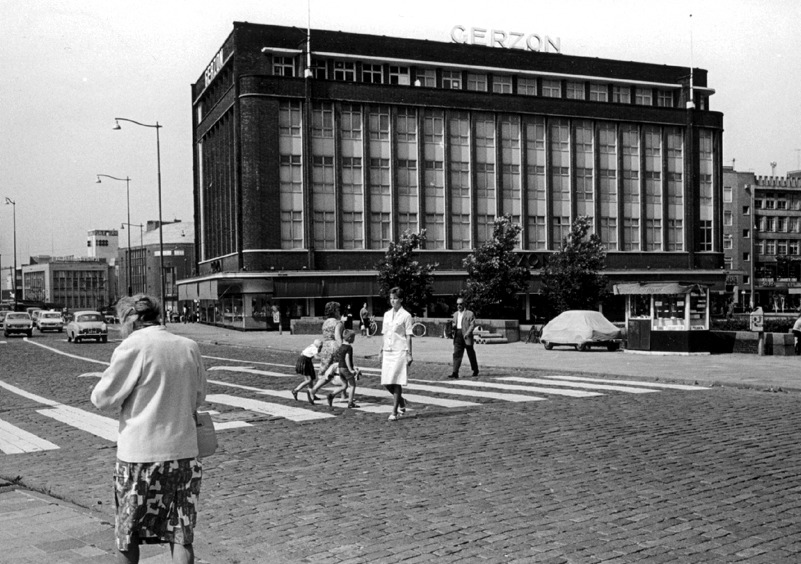
Gerzon Korte Hoogstraat/Blaak, 1964

In 1896 volgde tevens de opening van een filiaal in Rotterdam. Op 8 september opende Modemagazijnen Gebroeders Gerzon aan de Noordblaak 71 dat was gevestigd in een oud herenhuis. Burgemeester Zimmerman opende het filiaal. In 1934 werd een nieuw filiaal geopend aan de Leuvehaven. Voor de nieuwbouw werden 10 panden afgebroken aan de Leuvehaven, Stoetensteeg en Schiedamschedijk. Na het bombardement van Rotterdam werden straten opnieuw aangelegd waardoor het pand aan de Leuvehaven nu op de hoek van de Korte Hoogstraat (voorheen Schiedamschedijk) en de Blaak lag.
Het filiaal aan de Blaak in Rotterdam had de bombardementen overleefd, maar sloot in 1970 de deuren omdat de Coolsingel en Lijnbaan populairdere winkellocaties werden. Het pand werd verkocht aan de Nederlandse Credietbank. Het personeel van het in 1969 gesloten filiaal in Dordrecht werd naar het filiaal aan de Lijnbaan overgeplaatst.  Toen Modemagazijnen Gebroeders Gerzon in 1973 het faillissement aanvroeg, werd het filiaal aan de Lijnbaan gesloten.
Het pand aan de Blaak werd in 1992 afgebroken om plaats te maken voor hoogbouw van Fortis.

### Haarlem (1898)

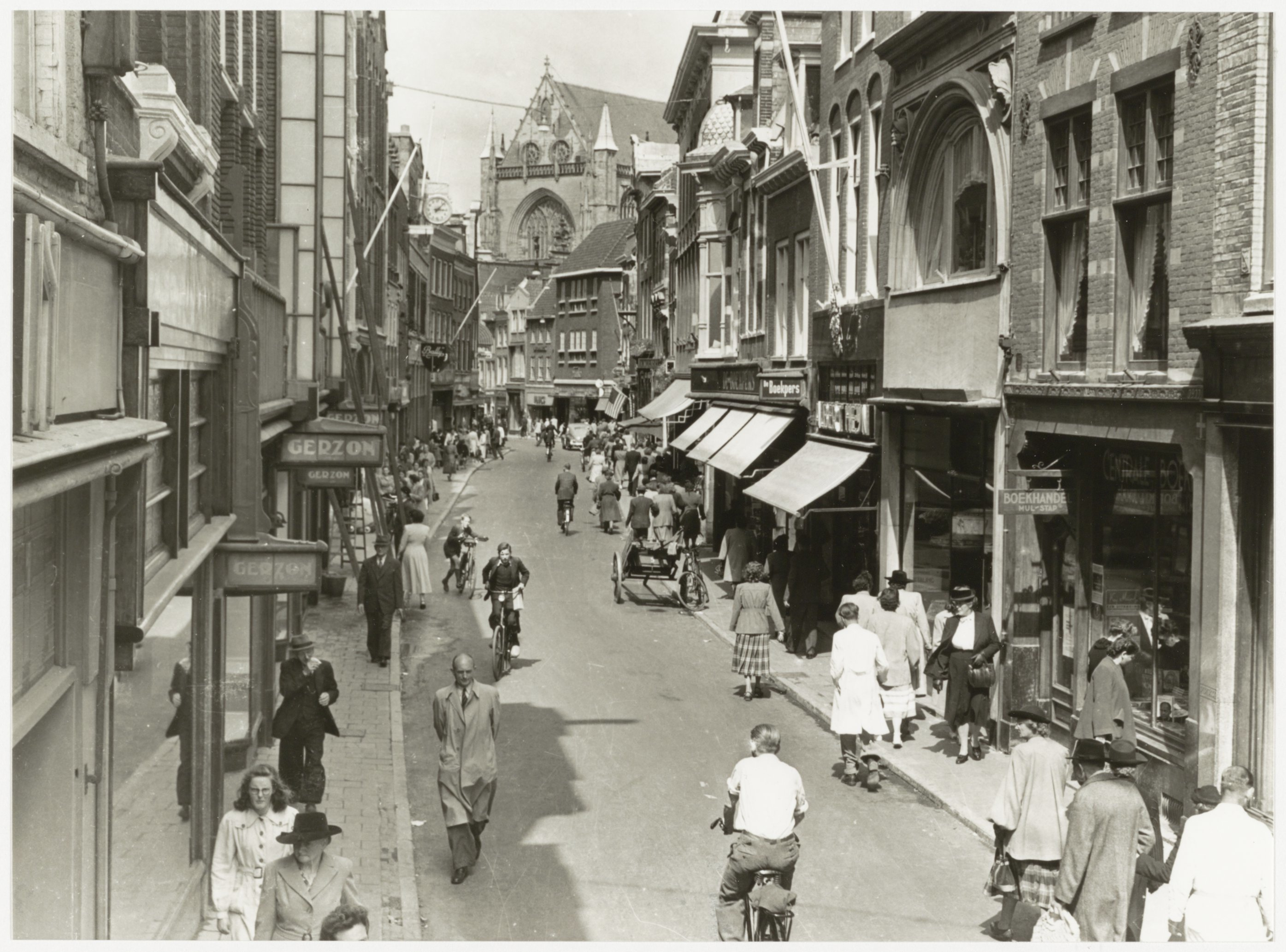
Grote Houtstraat, Haarlem. Voorgrond links Modemagazijn Gebroeders Gerzon.

In 1898 opende het filiaal in Haarlem in de Grote Houtstraat 54. Het filiaal werd geleid door Johanna van Beem-Gerzon, de jongere zus van Eduard en Lion, en haar man Jonas Heimen van Beem. Van Beem-Gerzon werd omschreven als “een prettige maar resolute vrouw die een kern van vaste klanten opbouwde”.
Het filiaal werd in 1905 voor het eerst groots verbouwd. in 1914 kwam een tweede grote verbouwing waarbij een pand in de Koningsstraat erbij werd getrokken. In 1926 en 1932 volgden twee verdere verbouwingen. In 1933 werd er een aparte herenmodezaak geopend in de Grote Houtstraat.
Johanna van Beem-Gerzon kwam op 11 juni 1943 om in Sobibor. Haar man Jonas Heimen van Beem overleed op 12 januari 1943 in Hilversum. Na de oorlog werd de leiding van het filiaal overgedragen aan hun zoon Herman van Beem. In 1952 trad Herman van Beem uit het concern. Zijn plaats werd ingenomen door A.D. Sijes. Sijes vetrok in 1965 naar het filiaal in Amsterdam om daar een leidinggevende functie te vervullen. De winkel in Haarlem sloot op 1 juni 1971 en het pand werd overgenomen door Peek & Cloppenburg..

### Utrecht (1903)
In 1903 werd de eerste winkel in Utrecht geopend. In 1914 werd de oorspronkelijke winkel aan de Oudegracht 161 te klein en werd de naastgelegen Singer-winkel en achterliggende panden gekocht. Het blok tussen de Hekelsteeg en Massegast kwam op die manier vrij voor nieuwbouw. Tijdens de bouwwerkzaamheden opende Modemagazijnen Gebroeders Gerzon een houten noodwinkel nabij de Bezembrug. Het gebouw had rode dakpannen en was groen en geel geschilderd.
Het gebouw werd ontworpen door de Utrechtse architect Jan van der Lip (1877-1939). Het stijl van gebouw was verwant aan de Wiener Secession en geïnspireerd op Duitse warenhuizen uit de tijd.
De winkel in Utrecht werd geleid door Emanuel Leopold Bloemendal (1891-1944). Zijn schoonmoeder was Hester Gerzon, de oudere zus van Eduard en Lion. Na de Tweede Wereldoorlog werd de tweede verdieping van het pand in gebruik genomen door de Canadese bevrijders die er een kapel hadden ingericht. In februari 1973 werd het pand in Utrecht verkocht, maar Modemagazijnen Gebroeders Gerzon bleef het pand huren om de winkel te kunnen laten voortbestaan. Het pand sloot na het faillissement in augustus 1973.

### Den Haag (1904)

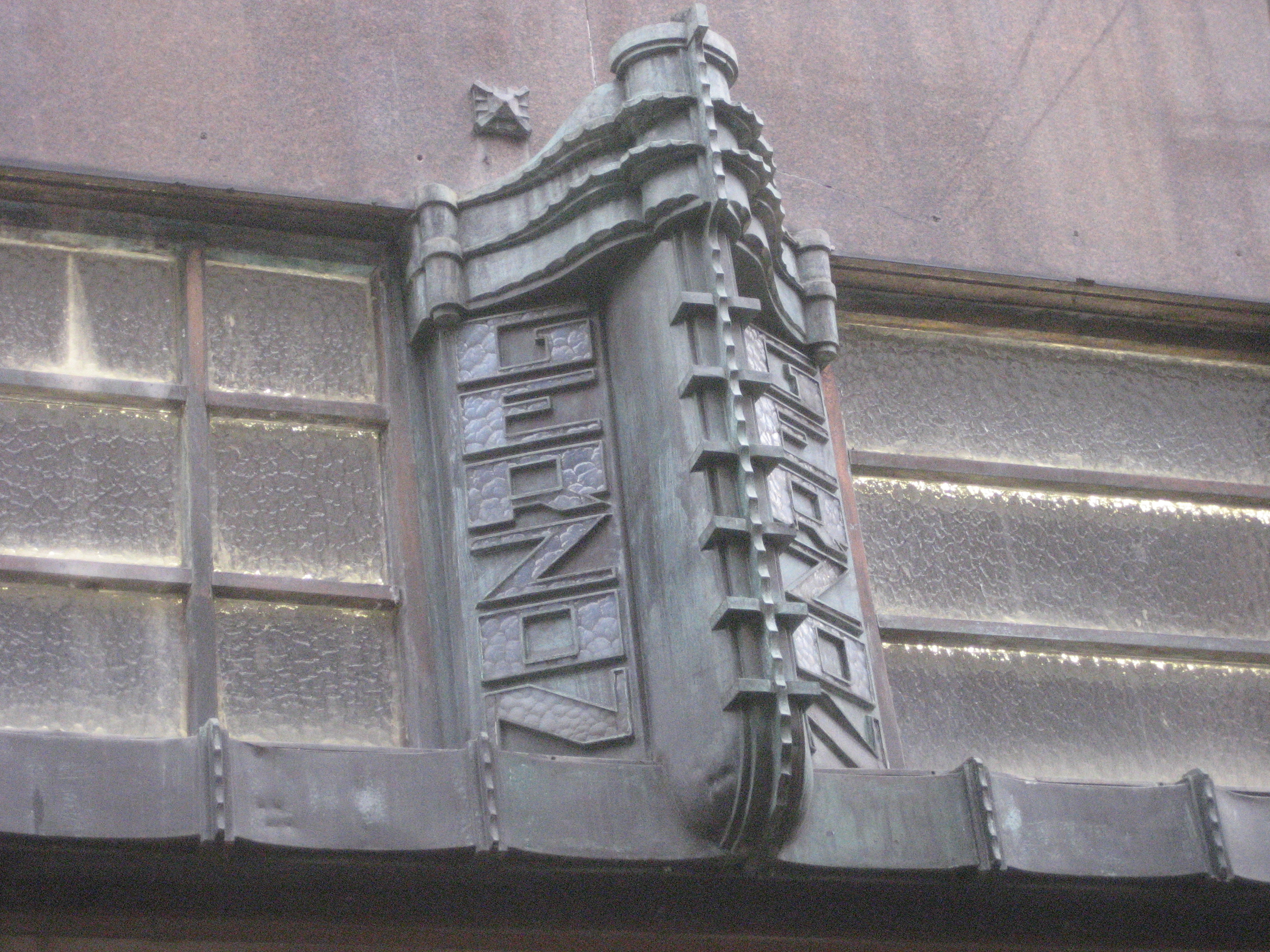
Gietijzeren naambord Gerzon, Den Haag

In 1903 kreeg de Joodse architect Lodewijk Simons de opdracht om een geschikt pand te zoeken voor de nieuwe vestiging van Modemagazijnen Gebroeders Gerzon in Den Haag. Het gebouw aan de Venestraat 36-38 werd grondig verbouwd en opende op 23 september 1904. Het pand aan de Venestraat 44 werd een maand na de opening aan het filiaal toegevoegd. Tussen 1904 en 1924 werden steeds meer omliggende panden aangekocht. De panden vanaf Kettingstraat tot Venestraat 48 en de achterliggende panden in de Gortstraat waren in bezit van Modemagazijnen Gebroeders Gerzon. Tussen 1904 en 1908 was Arthur Marx de bedrijfsleider.
In 1924 werd door de directie besloten de panden te slopen en een nieuw gebouw te plaatsen. Architect Lodewijk Simons werd opnieuw gevraagd om een gebouw te ontwerpen. Simons, van architectenbureau Simons & Van Braningen, was ook verantwoordelijk geweest voor de bouw van de filialen van Modemagazijnen Gebroeders Gerzon in Arnhem en Leiden. Het pand met drie verdiepingen in Den Haag werd opgetrokken in de Art Deco stijl met gietijzeren elementen en heropende op 14 maart 1927.
Het filiaal in Den Haag had een speciale afdeling voor tropenkleding voor verlofgangers en repatrianten uit Nederlands-Indië. Speciaal voor deze afdeling werd een Gerzon-Tropencatalogus uitgebracht.
Na het faillissement in 1973 werd het gebouw opgesplitst in 3 afzonderlijke winkels. Het pand staat sinds 6 juni 1986 op de Gemeentelijke Monumentenlijst.

### Arnhem (1908)
In 1908 opende de vestiging in Arnhem aan de Roggestraat 4. In 1929 werd het pand verbouwd door architectenbureau Simons & Van Braningen. Tijdens de Tweede Wereldoorlog werd het pand in Arnhem gevorderd door de Rijksgebouwendienst en werd het interieur volledig aangepast om dienst te doen als postkantoor. Na de oorlog werd de schade hersteld.
De winkel in Arnhem sloot op 1 juli 1971 en het pand werd gesloopt om plaats te maken voor een vestiging van Peek & Cloppenburg.

### Leiden (1909)
Een jaar na de opening van het filiaal in Arnhem werd het filiaal in Leiden geopend in de Breestraat 142-144. Net als het filiaal in Den Haag en Arnhem werd het filiaal in Leiden verbouwd door architectenbureau Simons & Van Braningen. Het filiaal in Leiden sloot in februari 1971. Op dat moment had het filiaal 39 mensen in dienst.

### Leeuwarden (1924)
Na een hiaat van 15 jaar werd er in 1924 weer een nieuwe winkel geopend. Het filiaal in Leeuwarden was gevestigd aan de Nieuwestad 126. Tijdens de Tweede Wereldoorlog werd het pand in gebruik genomen door de Wehrmacht. Na de Tweede Wereldoorlog werd het pand gebruikt door door de hulporganisatie Volksherstel en is het filiaal niet heropend.

### Dordrecht (1926)
Op 2 september 1926 opende het filiaal in de Voorstraat 248-250 in Dordrecht. Het gebouw werd gebouwd door Aannemings-Maatschappij “Groeneveld” en was, net als het filiaal in Amsterdam, ontworpen door architect Adriaan Moen. Bij de entree waren aan weerszijden grote vitrines waarin koopwaar werd uitgestald. De begane grond was volledig afgetimmerd in mahoniehout. Het gebouw had een elektrisch licht, een lift en centrale verwarming. 's Avonds werd het gebouw verlicht met 140 lampen. De bouw van het pand duurde 11 maanden. Ten tijde van de opening was G.W. Frijling directeur en werkten er 60 vrouwen. Het gebouw werd geopend door directeur Frijling en Jules Eduard Gerzon. Frijling was voordat hij directeur was van het filiaal in Dordrecht werkzaam bij de textielhandel firma C. Hiensch.
Ter gelegenheid van de opening van de winkel in Dordrecht werd het volgende versje gepubliceerd:
Komt dames, ziet, een nieuw paleis,

Is weer voor u verrezen,

Waar gij bediend wordt naar den eisch,

’t Is nu opnieuw bewezen,

Dat gij niet modestof of hoed,

Van elders hoeft te halen.

Gij vindt in Dordt het evengoed,

Zonder meer te betalen.

’t Is niet meer nodig voor japon,

Een paraplu of strikje,

Op reis te gaan naar Rotterdam.

Gij slaagt hier voor een prikje.
Het assortiment bestond uit onder andere dameskleding, kinderkleding, parfum, handschoenen en huishoudartikelen. Het filiaal in Dordrecht werd op 1 januari 1969 gesloten. Het personeel werd overgeplaatst naar het filiaal in Rotterdam waar een nieuw gebouw aan de Lijnbaan werd gerealiseerd. Het gebouw in de Voorstraat staat er anno 2022 nog steeds. Door vernummering van de straat heeft het pand nu huisnummer 280.

### Nijmegen (1931)
Het filiaal in Nijmegen opende in 1931 aan de Korte Burchtstraat 17-19 en brandde tijdens de Tweede Wereldoorlog volledig af. De schade werd geschat op 50.000 gulden (20.000 gulden voor de inboedel en 30.000 gulden voor het gebouw). Er werd een noodwinkel geplaatst aan het Mariënburg. In 1955 werd een nieuw filiaal geopend op de Burchtstraat 3 op de hoek van de Mr. Hermanstraat en Platenmakersstraat. Het pand werd ontworpen door de Rotterdamse architect J.A. Lelieveldt in samenwerking met de Nijmeegse architect W.Th. Reijnen. Het filiaal in Nijmegen sloot op 1 juli 1971 de deuren.

### Hilversum (1932)
Het filiaal van Modemagazijnen Gebroeders Gerzon was gevestigd in een pand dat in 1912 werd gebouwd voor de Firma Woudenberg op de Kerkbrink. Voor de opening van Modemagazijn Gebroeders Gerzon in 1932 werd het volledig verbouwd. Tijdens de Tweede Wereldoorlog kwam het filiaal in handen van de Vereenigde Lingeriefabrieken en na de bevrijding is het filiaal niet heropend. Het gebouw werd in 1997 gesloopt voor het winkelcomplex Gooise Brink II.

### Tilburg (1939)
Het filiaal in Tilburg was aanvankelijk gevestigd in het pand aan de Heuvelstraat 74. Het gebouw werd in 1911 gebouwd in opdracht van  J. Heitkönig uit Amsterdam door architect Jos Donders. In 1965 verhuisde de winkel naar Heuvelstraat 92 op de hoek met de Monumentstraat. Het filiaal in Tilburg sloot in februari 1971. Toen het filiaal sloot, werkten er bij het Tilburgse filiaal 55 mensen.

### Eindhoven (1968)
In september 1968 werd het filiaal in Eindhoven geopend aan het 18 Septemberplein. Speciaal voor de opening werd een modeshow gehouden waar mannequins Italiaanse en Franse mode van onder andere Yves Saint Laurent, Nina Ricci, Armani en Dior toonden. Vervolgens werden er goedkopere versies geproduceerd door Modemagazijnen Gebroeders Gerzon getoond. Het filiaal in Eindhoven sloot 5 jaar na de opening vanwege het faillissement in 1973.

## In literatuur en media
- Zangduo De Gesona's, bestaande uit Ria Bronkhorst-Verweij en Tilly Biben-Conen, waren verkoopsters bij het filiaal van Modemagazijnen Gebroeders Gerzon in de Kalverstraat. Na een optreden op een personeelsfeest in het Krasnapolsky besloten zij de act verder te zetten. Tussen 1943 en 1959 hadden zij succes in Nederland en België.
- In Gemengde gevoelens (1986) schrijft Jules Deelder een passage over zijn herinnering aan het gebouw van Modemagazijnen Gebroeders Gerzon in Rotterdam.[76]